# Pelargoderus rubropunctatus
Pelargoderus rubropunctatus là một loài bọ cánh cứng trong họ Cerambycidae.